# 豐城公主
豐城公主（?—?），是中国五代十国南唐烈祖皇帝李昪的长女，元宗皇帝李璟的妹妹。
豐城公主在南唐建立之前就已经去世，升元元年（937年）十月甲申，徐知诰（李昪）建立齐国。十一月丁巳，追封儿子徐景迁为高平郡王，长女为丰城公主。

## 姐妹
同日，徐知诰封女儿五人为盛唐、太和、永兴、建昌、玉山公主。